# Løgumklosterkredsen
Løgumklosterkredsen er en nedlagt valgkreds (opstillingskreds) i Sønderjyllands Amtskreds. Kredsen blev nedlagt med udgangen af 2006, i forbindelse med Strukturreformens ikrafttræden i 2007. Løgumklosterkredsen blev splittet op, og afstemningsområderne indgår i dag i tre forskellige valgkredse, alle i Sønderjyllands Storkreds.
Den 8. februar 2005 var der 25.992 stemmeberettigede vælgere i kredsen.
Kredsen rummede flg. kommuner og valgsteder. Det angivet hvilke nye valgkredse de enkelte kommuners afstemningsområder er overflyttet til. Da Bevtoft Sogn ikke fulgte med resten af Nørre-Rangstrup Kommune over i Tønder Kommune, men i stedet blev lagt ind i Haderslev Kommune, så er afstemningsområdet: Bevtoft, ligeledes flyttet til Haderslevkredsen:
1. Bov Kommune → Aabenraakredsen
  1. Bov
  2. Frøslev
  3. Fårhus
  4. Holbøl
  5. Kollund
  6. Kruså
  7. Padborg
2. Løgumkloster Kommune → Tønderkredsen
  1. Bedsted
  2. Ellum
  3. Løgumkloster
  4. Nr. Løgum
  5. Øster Højst
3. Nørre-Rangstrup Kommune → Tønderkredsen
  1. Agerskov
  2. Arrild
  3. Bevtoft → Haderslevkredsen
  4. Branderup
  5. Rangstrup
  6. Tirslund
  7. Toftlund
4. Tinglev Kommune → Aabenraakredsen
  1. Bajstrup
  2. Bolderslev
  3. Bylderup
  4. Ravsted
  5. Rens
  6. Tinglev
  7. Uge
  8. Vollerup